# Badminton-Juniorenweltmeisterschaft 2024
Die Badminton-Juniorenweltmeisterschaft 2024 fand vom 30. September bis zum 13. Oktober 2024 in Nanchang statt. Zuerst wurde während der WM bis zum 5. Oktober der Teamweltmeister ermittelt, anschließend ab 7. Oktober die Einzelweltmeister.

## Medaillengewinner
| Disziplin    | Gold | Silber | Bronze |
| ------------ | --- | --- | --- |
| Herreneinzel | Hu Zhean | Wang Zijun | Liu Yangmingyu |
| Herreneinzel | Hu Zhean | Wang Zijun | Zaki Ubaidillah |
| Dameneinzel  | Xu Wenjing | Yin Yiqing | Sarunrak Vitidsarn |
| Dameneinzel  | Xu Wenjing | Yin Yiqing | Dai Qinyi |
| Herrendoppel | Kang Khai Xing Aaron Tai | Hu Keyuan Lin Xiangyi | Chen Yongrui Chen Zhehan |
| Herrendoppel | Kang Khai Xing Aaron Tai | Hu Keyuan Lin Xiangyi | Kenta Matsukawa Yuto Nakashizu |
| Damendoppel  | Ririna Hiramoto Aya Tamaki | Low Zi Yu Dania Sofea | Chen Fanshutian Liu Jiayue |
| Damendoppel  | Ririna Hiramoto Aya Tamaki | Low Zi Yu Dania Sofea | Isyana Syahira Meida Rinjani Kwinara Nastine |
| Mixed        | Lin Xiangyi Liu Yuanyuan | Lai Po-yu Sun Liang-ching | Shuji Sawada Aya Tamaki |
| Mixed        | Lin Xiangyi Liu Yuanyuan | Lai Po-yu Sun Liang-ching | Wang Ziheng Cao Zihan |
| Mannschaft   | Indonesien Taufik Aderya Darren Aurelius Dexter Farrell Hendry Leander Bismo Raya Oktora Anselmus Prasetya Wahyu Agung Prasetyo Pulung Ramadhan Richie Duta Richardo Zaki Ubaidillah Riska Anggraini Kavitha Nadjwa Aulia Salsabila Zahra Aulia Isyana Syahira Meida Clairine Yustin Mulia Rinjani Kwinara Nastine Ni Kadek Dhinda Amartya Pratiwi Mutiara Ayu Puspitasari Sausan Dwi Ramadhani Bernadine Anindya Wardana | Volksrepublik China Chen Junting Hu Keyuan Hu Zhean Li Hongyi Lin Xiangyi Liu Junrong Wang Zijun Chen Yongrui Chen Zhehan Li Zhihang Chen Fanshutian Jiang Peixi Liu Jiayue Liu Yuanyuan Wang Dao Xu Wenjing Yin Yiqing Yuan Anqi Zhang Jiahan Cao Zihan | Malaysia Datu Anif Isaac Datu Asrah Muhammad Faiq Kang Khai Xing Kong Zhou Swin Lok Hong Quan Sng Wei Ming Aaron Tai Noraqilah Maisarah Ong Xin Yee Oo Shan Zi Dania Sofea Carmen Ting                                                                                                  |
| Mannschaft   | Indonesien Taufik Aderya Darren Aurelius Dexter Farrell Hendry Leander Bismo Raya Oktora Anselmus Prasetya Wahyu Agung Prasetyo Pulung Ramadhan Richie Duta Richardo Zaki Ubaidillah Riska Anggraini Kavitha Nadjwa Aulia Salsabila Zahra Aulia Isyana Syahira Meida Clairine Yustin Mulia Rinjani Kwinara Nastine Ni Kadek Dhinda Amartya Pratiwi Mutiara Ayu Puspitasari Sausan Dwi Ramadhani Bernadine Anindya Wardana | Volksrepublik China Chen Junting Hu Keyuan Hu Zhean Li Hongyi Lin Xiangyi Liu Junrong Wang Zijun Chen Yongrui Chen Zhehan Li Zhihang Chen Fanshutian Jiang Peixi Liu Jiayue Liu Yuanyuan Wang Dao Xu Wenjing Yin Yiqing Yuan Anqi Zhang Jiahan Cao Zihan | Japan Renjiro Inagawa Kazuma Kawano Kenta Matsukawa Daichi Miura Yuto Nakashizu Toshiki Nishio Shuji Sawada Hyuga Takano Rui Yamada Masato Yamashiro Mikoto Aiso Meisa Anami Sora Hatakeyama Ririna Hiramoto Akari Kamio Niina Matsuta Nayu Shirakawa Aya Tamaki Rin Ueno Mion Yokouchi |